# Batalla de Filipópolis (1208)
La batalla de Plovdiv o batalla de Filipópolis (en búlgaro: Битка при Пловдив) tuvo lugar el 30 de junio de 1208 en los alrededores de Plovdiv, Bulgaria entre los ejércitos del Imperio búlgaro y el Imperio latino. El resultado fue una victoria cruzada.

## Orígenes del conflicto
Después que los ejércitos de la Cuarta Cruzada se apoderaron de la capital bizantina de Constantinopla en 1204, se creó un nuevo imperio en los anteriores territorios bizantinos y continuaron la lucha con los estados que surgieron del Imperio bizantino, el Despotado de Epiro en Europa y el Imperio de Nicea en Asia Menor. Su emperador Balduino I rechazó la propuesta de paz del emperador búlgaro Kaloján y al año siguiente el ejército cruzado fue aniquilado por los búlgaros en la batalla de Adrianópolis y Balduino fue capturado y murió como prisionero en Tarnovo.
Sin embargo, Kaloján fue asesinado durante el asedio de Tesalónica en 1207. Los conspiradores fueron organizados por su primo Boril que le sucedió en la corona búlgara. El nuevo emperador tuvo que hacer frente a los partidarios del legítimo heredero del país Iván Asen II, que era muy joven en ese momento. Esto dio un tiempo precioso al Imperio Latino para reorganizarse.

## La batalla
En la primavera de 1208 Boril consideró que la situación interna en Bulgaria se había calmado y volvió su atención a las relaciones exteriores y políticas. Parece que apoyaba la política de su antecesor y continuó la guerra contra el Imperio latino. El ejército búlgaro invadió Tracia y derrotó a los cruzados, cerca de Stara Zagora. Inspirado, Boril marchó hacia el sur el 30 de junio de 1208 y se encontró con el principal ejército latino. El ejército búlgaro superaba en número a su enemigo: Boril contaba con treinta y tres mil soldados, mientras que Enrique, el sucesor de Balduino, disponía de apenas dieciocho mil. Boril trató de aplicar las mismas tácticas que utilizó Kaloyan en Adrianópolis: la caballería ligera trataba de acosar a los cruzados, para que alargaran su línea y conducirlos hacia las principales fuerzas búlgaras. Los caballeros, sin embargo, habían aprendido la amarga lección de Adrianópolis y no repitieron el mismo error. En su lugar, organizaron una trampa y atacaron el destacamento que mandaba personalmente el zar. Boril tenía consigo mil seiscientos hombres que no pudieron resistir el asalto enemigo y huyeron después de que el ejército búlgaro quedara atrás.
Los búlgaros sabían que el enemigo no los perseguiría en las montañas, por lo que se retiraron hacia uno de los pasos orientales de las montañas de los Balcanes, Turia. Los cruzados que seguían al ejército búlgaro fueron atacados en una región montañosa cerca del actual pueblo de Zelenikovo por la guardia búlgara de la retaguardia y, después de una intensa lucha, fueron vencidos. Sin embargo, la derrota no fue total gracias a la llegada de las fuerzas principales latinas. El combate se prolongó largo tiempo, y finalmente los búlgaros se retiraron hacia el norte cuando el grueso de su ejército hubo atravesado sin percances las montañas. Por su parte, los cruzados también se retiraron a Plovdiv.

## Consecuencias
La derrota no fue un desastre y un año después la guerra fue librada de nuevo con más furia. Boril fue enérgico y persistente, pero nunca pudo cumplir con sus planes. En 1209 Enrique logró ganarle a Alejo Slav, que gobernaba el Ródope y estaba casado con la hija de un noble búlgaro. Para compensar eso, Boril tuvo que organizar una alianza con su hermano Strez que gobernaba en Prilep, Strez recibió el alto título de sebastocrátor y el derecho a gobernar sus tierras libremente. En 1211 los búlgaros formaron una alianza con los nicenos pero los aliados no pudieron tomar Constantinopla. Después del fracaso Boril reorganizó su política y los dos imperios establecieron la paz después de la boda de la hija de Kaloyan María de Bulgaria y el emperador latino Enrique